# Jozef Dolný
Jozef Dolný (* 13. května 1992, Spišská Nová Ves) je slovenský fotbalový útočník či záložník, od ledna 2015 působící v týmu FK Senica. Mimo Slovensko působil na klubové úrovni v Česku. Je bývalý slovenský reprezentant.

## Klubová kariéra
Svoji fotbalovou kariéru začal v klubu TJ Dúbrava, odkud odešel v průběhu mládeže nejprve do celku MFK Spišské Podhradie a poté do Tatranu Prešov. V průběhu jarní části sezony 2009/10 se propracoval do prvního týmu. V září 2011 odešel na hostování do Zemplínu Michalovce. V ročníku 2012/13 sestoupil s Prešovem do druhé ligy. Před jarní částí sezony 2013/14 zamířil hostovat do Česka, do Zbrojovky Brno. Na podzim 2014 byl na hostování v Dukle Banská Bystrica.

### FK Senica
V zimním přestupovém období ročníku 2014/15 Prešov definitivně opustil a zamířil na testy do mužstva FK Senica. Na zkoušce uspěl a v lednu 2015 podepsal kontrakt do 30. 6. 2017. V klubu se setkal s trenérem Jozefem Kostelníkem, který ho trénoval na podzim 2013 v Prešově.

#### Sezona 2014/15
Ve slovenské nejvyšší soutěži za Senici debutoval pod trenérem Jozefem Kostelníkem v ligovém utkání 20. kola, 28. února 2015, proti MFK Ružomberok (prohra 1:2), odehrál 74 minut a vstřelil svůj první gól za mužstvo. Jednalo se o jedinou branku v ročníku v 13 zápasech. S klubem se představil ve finále Slovenského poháru, Senica podlehla Trenčínu 2:3 po penaltách.

#### Sezona 2015/16
Svůj první gól v ročníku vsítil v utkání proti MFK Zemplín Michalovce (výhra 3:1), dal branku na 3:1. V následujícím, 9. kole vsítil dvě branky ve střetnutí proti FO ŽP Šport Podbrezová, jeho tým vyhrál 3:1. Svoji čtvrtou branku v sezoně vsítil 21. listopadu 2015 proti MŠK Žilina (výhra 2:0). Popáté v sezoně se prosadil ve 33. kole v derby proti TJ Spartak Myjava, ve 48. minutě vyrovnával na konečných 1:1. Celkem v sezoně odehrál 27 střetnutí.

## Klubové statistiky
Aktuální k 11. srpnu 2016
| Sezona  | Klub                       | Soutěž         | Zápasy | Góly |
| ------- | -------------------------- | -------------- | ------ | ---- |
| 2009/10 | 1. FC Tatran Prešov        | Corgoň liga    | 1      | 0    |
| 2010/11 | 1. FC Tatran Prešov        | Corgoň liga    | 2      | 0    |
| 2011/12 | MFK Michalovce (host.)     | 2. liga        | 6      | 0    |
| 2011/12 | 1. FC Tatran Prešov        | Corgoň liga    | 2      | 0    |
| 2012/13 | 1. FC Tatran Prešov        | Corgoň liga    | 16     | 0    |
| 2013/14 | 1. FC Tatran Prešov        | 2. liga        | 18     | 4    |
| 2013/14 | FC Zbrojovka Brno (host.)  | Gambrinus liga | 1      | 0    |
| 2014/15 | FK Banská Bystrica (host.) | Fortuna liga   | 17     | 2    |
| 2014/15 | FK Senica                  | Fortuna liga   | 13     | 1    |
| 2015/16 | FK Senica                  | Fortuna liga   | 27     | 5    |